# 王琨 (萬曆進士)
王琨（？—？），字友玉，号十城，山東濟南府商河縣軍籍。明朝政治人物。

## 生平
萬曆壬辰（1592年）十一月二十一日生。万历四十三年（1615年）乙卯科山東鄉試第五十四名舉人，四十四年（1616年）丙辰科三甲一百九十八名進士，刑部觀政，四十五年授真定縣知縣，天啓二年行取考选，授禮科給事中，三年养病。七年起补河南布政司右参议，分守汝南、信陽兵备，崇祯二年加升按察司副使，三年升湖廣參政，分守襄陽江防道，本年被論去職。

## 著作
著有《循职言略》、《诗草十刻》。

## 家族
曾祖王克勤。祖父王政。父王田。

## 引用
1. ↑  《萬曆四十四年丙辰科進士序齒録》：王琨，十城，易五房，壬辰十一月二十一日生。商河人，乙卯五十四，会三十五，三甲一百九十八名。刑部政，丁巳授真定知縣，壬戌行取考選，授禮科給事中，癸亥养病，丁卯調河南右參議，己巳加付使，庚午升湖廣參政，本年被論。
2. ↑  民國《重修商河縣志·卷七·選舉志》：王崐【琨】 萬歷乙卯科（舉人），登進士
3. ↑  按《济南府志》：“王琨，商河人，万历丙辰进士，任真定县知县，清积逋，核假差，成滹沱浮梁，减河田公税，扶弱锄强，旌孝奖节，以卓异授礼科给事中，值病请归。崇祯改元，转河南参议，兵备汝南。大盗陈圈子围掠郡邑，先是琨立营制，简村官，清军耗，指授战守机宜，擒其党塔四等。又平舞阳安住儿等寇。擢湖广参政，镇守汉阳江防道，以病告归。
4. ↑  民國《重修商河縣志》·卷八·人物志：王琨，字友玉，萬歷丙辰進士，授真定知縣，清積逋、覈假差，成滹沱浮橋、減河田公稅，鋤強扶弱，勇幹有聲；擢禮科給事中，值楊漣大獄，以病乞歸，崇禎改元，轉河南參議兵備汝南。劇盜陳圈子圍掠郡邑，琨整頓行伍、簡材官、清軍耗，指授戰守機宜，擒其党塔四等，賊勢大沮退散，又平舞陽安住兒等寇；擢湖廣參政，鎮守襄陽江防道，以病乞休。著有《循職言略游草》十刻。